# Байкар
Байка́р — письменник, який пише байки; складач, автор байок.
Першим байкарем, засновником літературної байки вважається легендарний еллін Езоп, який жив у VI—V століттях до н. е.
В українській літературі найвідомішими байкарями були: в XIX столітті — Леонід Глібов, в XX столітті — Микита Годованець.